# Anton-Schosser-Hütte
Die Anton-Schosser-Hütte ist eine Schutzhütte der Sektion Steyr des Österreichischen Alpenvereins in den Oberösterreichischen Voralpen. Sie liegt zentral im Ski- und Wandergebiet Hohe Dirn auf 1158 m ü. A. Höhe und ist ganzjährig geöffnet. Benannt wurde die Hütte nach dem oberösterreichischen Heimatdichter Anton Schosser.

## Zugänge
- am kürzesten vom Parkplatz beim ehemaligen Bergrestaurant Hohe Dirn, Gehzeit: ½ Stunde
- von Losenstein (350 m), Gehzeit: 2½ Stunden
- von der Bahnstation Trattenbach über Wendbachgraben und Hintsteinergut, Gehzeit: 3½ Stunden

## Tourenmöglichkeiten

### Übergänge zu Nachbarhütten
- Feichtauhütte über Mösern, Innere Breitenau und Welchau, Gehzeit: 8 Stunden

### Gipfelbesteigungen
- Hohe Dirn (1134 m), Gehzeit: ½ Stunde
- Sonnkogel (1177 m), Gehzeit: ½ Stunde
- Schneeberg (1244 m), Gehzeit: 2 Stunden